# 纳合氏
纳合姓，是金代女真族姓氏。

## 源流
纳合是女真部落名，又作纳喝，原居耶悔水（今图们江上游，一说为今辽宁开原境叶赫河）等地。金朝灭亡北宋后，纳合姓居西京（今山西大同市）、大名路（治今河北大名县）诸地。《姓氏考略》注云：“金姓，望出广平。”清代纳合氏融为满族，清人译作“纳哈塔”，或作“那哈塔”。 

## 人物
- 纳合椿年，本名乌野，“金初制女真字，立学宫於西京，纳合椿年与都部儿童俱入学，最号警敏。”累官殿中侍御史，后改任监察御史。
- 纳合蒲剌都，大名路猛安人，户部尚书。